# Trachypodopsis rugosa
Trachypodopsis rugosa là một loài rêu trong họ Trachypodaceae. Loài này được (Lindb.) M. Fleisch. mô tả khoa học đầu tiên năm 1906.